# Эрли, Джеймс
Джеймс Сесил Эрли (англ. James Cecil Earley, род. 20 октября 1964 в Окленде, Калифорния, США), также известный под своим сценическим псевдонимом Jae-E — американский мультиплатиновый продюсер, автор музыки и текстов, музыкант. За последние два десятилетия Jae-E подготовил множество талантливых артистов с мировым именем в индустрии развлечений, таких как David Bowie, E-40, MC Hammer, «Marky Mark» Wahlberg, EnVogue, B Angie B, One Voice и других.
Лейбл «Wubbie Entertainment», которым руководит Джеймс продолжает развивать таланты. В настоящее время Джеймс Эрли занимается производством музыки для новых проектов, таких как Hip Hop & R&B певица «Ariel», Driyp Drop, рэперы Chuck Nutt and Mary Jane и русская R’n’B певица Angelica Blaze и другие.

## Детство
Джеймс Эрли родился 20 октября 1964 года в городе Окленд, штат Калифорния, США. На становление музыкальных вкусов будущего музыканта, звукоинженера и мультиплатинового продюсера Джеймса «Джей-И» Эрли с самых первых его дней жизни оказала экспансивная и в равной степени изобретательская музыкальная сцена Сан-Франциско того времени. Его родители познакомились в популярном, в настоящее время историческом, районе Хейт-Эшбери в Сан-Франциско, который был эпицентром движения культуры хиппи в Америке 60-х годов. Погруженный в музыкальные стили от фанка, рока, ар энд би, фолка до джаза, классики, блюграсса и т. д., Джеймс впитывал все как губка, формируя свои музыкальные предпочтения уже в детстве.
Будучи ребёнком Джеймс уже проявлял свой музыкальный талант. Когда во время семейного отдыха на автомобильном радиоприёмнике зазвучала песня Сэма и Дэйва «I’m A Soul Man», он начал подпевать, и танцевать, несмотря на то, что песня слышал впервые. Его мама и папа поняли, что их сын — о даренный ребёнок. Позже маленький Эрли начал проявлять экстраординарные способности будущего ударника, он бесконечно стучал по кастрюлям и сковородкам ложками и вилками. Его мама, актриса и модель, в прочем как и её отец, выпускник Сан-Францисской консерватории, почувствовали, что их сын должен сделать правильный выбор в жизни, и этот выбор касался музыки. Незамедлительно они купили ему барабанную установку и отправили учиться в школу барабанщиков. Вскоре Джеймс, продолжая брать уроки в школе барабанщиков, начал учиться игре на скрипке и фортепиано. Он играл в детской, а ныне легендарной, джаз-группе Фила Хардимана. Вскоре Джеймс уже играл с опытными взрослыми барабанщиками.
Джеймс учился по программе для одарённых детей в школе, так как тест его IQ показал, что он был гением. Ещё будучи ребёнком, когда в его возрасте дети играли в игрушки, Джеймс интересовался радиотехникой, любил разбирать и собирать различные приборы. Так, в 16 лет он собрал собственный talk box. Даже спальня, что он разделял со своим брато, была похожа на какую-то лабораторию. На протяжении всей жизни он соберёт ещё не один собственный инструмент и оборудование.
Мама Джеймса Эрли была певицей и басисткой, поэтому Джейс попросил её научить игре на гитаре, и в короткие сроки, он овладел игрой на гитаре и басу. Параллельно со своими друзьями из джаз-бэнда Джеймс будет изучать музыкальные тонкости разных жанров и инструментов. Это было время, когда Джеймс потерял интерес к действительности, все его усилия, вся его жизнь была сосредоточена на музыке. Позже он с семьёй переезжает в Южную Калифорнию. Переезды давали небольшие сбои, однако интерес к музыке у Джеймса не пропал.
В юности Джеймс познакомился с продюсером Khayree, который начал преподавать ему различные особенности игры на бас-гитаре. Они постоянно были в разъездах, поэтому Джеймс все реже и реже навещал свою семью. Спустя какое-то время Khayree стал продюсером известного американского рэпера Vanilla Ice.

## Ранняя музыкальная карьера
В начале 1980-х годов Джеймс был в фанк / рок / регги группе «Klass» вместе с Saul Hudson — блестящим гитаристом, также известным как Slash (Слэш), с кем он ходил в школу «Fairfax High School» в Лос-Анджелес. Позже Джеймс будет называть эту школу как «Rock 'N High School», ссылаясь на то, что эта школа воспитала много одарённых музыкантов и рок-звезд, включая талантливого продюсера Фила Спектора. В старших классах средней школы Джеймс Эрли с некоторыми своими товарищами обучали одного парня игре на ударной установке и басу особым уникальным способом, который придумал известный музыкант Larry Graham из легендарной группы Sly, The Family Ston и Graham Central Station. В течение короткого времени этот молодой человек осваивает эти методы игры и скоро становится известным как басист Flea из группы Red Hot Chili Peppers. На протяжении всех учебных лет Джеймс Эрли играл и работал со многими другими музыкантами, такими как Джейсон Несмит, член группы Nancy Boy и сын The Monkees Michael Nesmith, Том Морелло, будущий известный гитарист группы Rage Against the Machine, Meeche Womack, сын легендарной Motown Mary Wells, и продюсера Cecil Womack, теперь успешный хип-хоп продюсер, известный как Meeche Wells, работающий со Снуп Доггом и супер звездой баскетбола Shaquille O' Neal.
В 1984 года на клубных сценах Лос-Анджелеса появилась новая рок-звезда Принц. Эта музыка оказала большое влияние на Джеймса, который в этом время был главным аранжировщиком, автором песен и композитором в нескольких группах, произведёнными в Minneapolis Sound. Подобно тому, как это показано в фильме «Пурпурный дождь», Джеймс и его ребята работали с ночи до утра, не покладая рук, их творчеству сопутствовали ряд проблем: борьба за власть, финансовые проблемы и т. п. Следствием всего этого было то, что Джеймс нашёл себя в запуске двух музыкальный групп Spoiled Brat и Rhythmic Thrust c Meeche. Группы находились под сильным влиянием панк-рока, фанка, так родилась новая музыкальная волна — смесь всего этого. Том Морелло, и Джейсон Несмит были членами группы Rhythmic Thrust, и эта была группа, где Эрли впервые выступал в роли вокалиста, композитора и аранжировщика.
Позже у Джеймса появится возможность записать музыку для Боба Дилана, который впоследствии одобрит его работы, тем самым вселяя уверенность Джеймсу, что он находится на правильном пути.

## Карьера
Позже, когда семья Эрли вернулась в Bay Area, Джеймс познакомился с Фелтоном Пилатом, вокалистом и автором R&B группы с мировой известностью Con Funk Shun. Джеймс работал с Фелтоном в качестве клиента в течение многих месяцев. Впечатленный способностями Эрли, Пилат в конечном итоге предложил ему должность второго инженера в Felstar Studio, а также должность автора песен, аранжировщика, композитора для работы с клиентами, нуждающимися в профессиональной музыке. Фелтон учил Джеймса обработке музыке, мастерингу и сведению, работе с музыкальными программами, что в то время было новым. Благодаря возможно быть на студии 24 часа в сутки, Джеймс увлеченно развивал свои все новые и новые музыкальные способности. В короткое время коллекция песен Джеймса Эрли дошла до слуха Фреда Питмана, который заключил контракт с Джеймсом на работу в Fantasy Records.
В течение года, Эрли начали строить солидную репутацию как продюсер, в это же время MC Hammer, местные рэпер, начал посещать эту студию. Когда Фелтон уехал работать над своим рок-альбомом, Джеймс и Хаммер сблизились как соавторы и друзья. Джеймсу был дан зелёный свет — он начал писать и производить то, что в конечном итоге стало большими хитами Хаммера. Это было слияние хип-хопа, R&B, фанка и поп-музыки.
Через пару неделю Джеймс встретился с исполнителем E-40 и его семьей, который приехал в студию, чтобы записать свой первый альбом The Click. Что Тедди Райли делал на Восточном побережье, и Эрли и Пилат делали на Западе. Таким образом формировались новые стандарты хип-хоп музыки, какие прочно закрепились в настоящее время и не меняются вот уже 26 лет.
Благодаря талантливым музыкальным способностям Джеймса и Фелтона, и навыкам Хаммера танцевать и читать рэп обеспечивается крупная сделка на запись с Capitol Records, после которое все заговорили об МС Хаммере. Хаммер впервые дал свой большой гастрольный тур по США, во время которого 3 мужчин записывали второй альбом Хаммера «Please Hammer Don’t Hurt Em»(который был выпущен 12 февраля 1990). Они производили запись на передвижной студии в автобусе, первой такой мобильной студии звукозаписи в своём роде, что давало им возможность постоянно быть в дороге, но при этом работать над новыми записями иногда до, иногда после шоу на парковке или даже во время пути. МС Хаммеру мгновенно стал суперзвездой после записи сингла «U Can’t Touch This», который был подготовлен, записан и сведен Фелтоном Пилатом и Джеймсом Эрли на этой передвижной студии в 1989 году. Альбом «Please Hammer Don’t Hurt Em», включивший в себя этот сингл продался более десяти миллионов раз и предположительно является самым продаваемым альбомом в истории хип-хопа.
В 1990 году Джей-И знакомится с Анжелой Бойд (позже его жена), в которой открывает талантливую певицу и танцовщицу. Он создает R&B проект B Angie B. Кроме того, предлагает МС Хаммеру, чтобы Анжела стала его бэк-вокалисткой (позднее, она записала как сольные песни, так и совместные с Хаммером, гастролировала вместе с ним).
Последующая деятельность Джеймса Эрли была связана с записью им саундтрека к фильму Рокки 5, во время которого он познакомился с Сильвестром Сталлоне. В то же время он написал саундтрек к мультсериалу Черепашки-ниндзя. На фоне постоянно растущего шквала активности Джеймс записал несколько альбомов на личном лейбле МС Хаммера — Bust-It Records at Prince’s Paisley Park Studios. В этот удивительный период Джеймс был получил прозвище «Молодой Куинси» от партнера и брата Хаммера Луиса Буррела (Louis Burrell). Он ссылался на имя продюсера Куинси Джонса, известного как продюсера Майкла Джексона и Фрэнка Синатры. Как это ни иронично, Джеймс уступил номинацию Грэмми за лучший альбом года Куинси Джонсу, самому крупнейшему производителю музыки. Хотя в любом случае это был выигрыш — Джеймс Эрли, Фелтон и МС Хаммер стояли в одной номинации с Куинси, для них это была большая честь.
После некоторого роялти спора Джеймс покинул МС Хаммера. После чего популярность МС Хаммера заметно снизилась, так как звук был уже не тем, что при работе с Джеймсом Эрли. Далее Джеймс работал с промышленным титаном Джимми Ловин, которому помог записать дебютный сольный альбом, дуально работая с Марки Марком и с его братом-исполнительным продюсером Донни Уолбергом. После Дэвид Боуи будет искать Джеймса, чтобы заказать ему ремикс на песню «Jump They Say». Джеймс и его брат Жак позже получат золотую запись — ремикс группы En Vogue на песню «Free Your Mind». Джеймс пишет саундтрек к фильму Hudlin Brothers «Great White Hype», что было проработано частично на ранчо у Джорджа Лукаса. В промежуточные годы исполнитель E-40 стал суперзвездой и вернулся к совместной работе с Джеймсом Эрли. Джеймс также начинает работу с братом E-40 — рэпером D-Shot, они работают над альбомами, синглами и видеоклипами. С недавнего времени Джеймс также работает с популярным рэп-исполнителем в Техасе и Bay Area — Baby Bash. Джеймс пишет ремикс для первого артиста продюсера Леди Гаги на новом лейбле Red One — трек, совместно записанный с рэпером E-40.

## Настоящее время
В настоящее время Эрли занимается многими молодыми артистами, такими как американский рэпер Чак Натт и латиноамериканская рэперша Мэри Джейн и другие. Братья Эрли всегда хотели выйти на европейский рынок, а в последнее время представился такой шанс работать с русской R&B/Поп-певицей Анжеликой Блейз (Angelica Blaze). Джеймс и его брат Жак заметили в ней талантливого поэта и композитора, а также сексуальную, зажигательную, харизматичную артистку. В их планах большая совместная работа. Вместе с Джеймсом и своим музыкальным партнером, Александром Злым, рэпером, автором песен и звукоинженером, Анжелика готовит свой сольный альбом.
Вообще же Джеймс открыт ко всему новому в настоящее время и продолжает развиваться так, как это диктуют новые технологии, в частности появление Интернета, с помощью которого появились ряд новых возможностей, в том числе и для сотрудничества с музыкантами и различными лейблами.